# روشن‌فکری دینی در ایران
روشنفکری دینی یا نواندیشی دینی (Religious Intellectualism) مقولهٔ جدیدی است که در تعریفی که از روشنفکری ارائه می‌شود می‌توان به سه مؤلفه اشاره کرد:
1. خرد گرایی: روشنفکر به تعقل اهتمام جدی دارد و محور کارهای او را تعقل تشکیل می‌دهد.
2. آزادگی: اعتراض‌هایی که از سوی روشنفکر در مقابل قیود آزادی ابراز می‌شود بر همین اساس است.
3. اصلاح‌طلبی: روشنفکران عموماً افرادی اصلاح طلب هستند و می‌توان این اصلاحگری را تا حد یک انقلاب پیش برد.

اگر این سه مؤلفه در فردی وجود داشته باشد می‌توان او را روشنفکر دانست.
در مورد مؤلفه اول و دوم ممکن است این سؤال پیش آید که آیا روشنفکری اساساً با دین سازگار است یا نه؟
به این پرسش هم پاسخ مثبت و هم پاسخ منفی داد. برخی گفته‌اند این دو ناسازگار هستند و نمی‌توان طرح عقلانیت را به انتها رسانید مگر اینکه نسبت به دین «لابشرط و لااقتضا» و بی‌تفاوت بود.
و جالب این است که این جواب را هم برخی از روشنفکران بیان کرده‌اند و هم برخی از دینداران.
هم روشنفکری دینی و هم نواندیشی دینی، هر دو در واکنش به حضور مدرنیته و به عبارت دقیق تر ورود ناهمساز آن به داخل جامعه ایران و نیز برداشت ستیزه جویانه و حذفی سنت گرایان (نسبت به نوگرایی و نوجویی) ظهور کردند.
هر دوی این رویکردها، بر دین و جایگاه آن نظر می‌کنند. با این حال نو اندیشان تلاش دارند تا دین را در دنیا ی جدید احیا کرده و مشکلات جوامع را در چارچوب برداشت‌های نو از دین و سنت‌ها قابل حل بدانند.
در حالی که روشنفکران دینی با اولویت به مسایل جدید در جوامع اسلامی درصدد تطبیق پاسخ‌هایی از دین به چنین مسایلی هستند. بنابر این تفاوت اصلی این دو جریان در تاریخ ایران به دیدگاه اصلی هر کدام از آن‌ها بر می‌گردد.
یکی اولویتش مسایل جدید در قرن بیستم بود و ارایه راه حلی از درون دین، و دیگری مهم‌ترین مسئله اش نمایش توانایی دین نسبت به سایر اندیشه‌های جدید بود. از این زاویه مقاله حاضر تلاش کرده به آرای علی شریعتی به عنوان روشنفکری دینی و مرتضی مطهری به عنوان یک روحانی نواندیش دینی نظر کند و جایگاه مسائل اساسی چون ریشه مشکل مسلمانان و علل عقب ماندگی آن‌ها و نیز راه حل مشکل، جایگاه روشنفکر در این مسئله و. . . مورد بررسی قرار دهد.
نخستین جرقه این بیداری تازه را سید جمال الدین اسدآبادی زد اما کسانی چون اقبال لاهوری و اخیراً فضل الرحمان در شبه قاره و عبده در مصر و کواکبی در سوریه و سید محمود طالقانی بازرگان و شریعتی و شماری دیگر در ایران این فکر را پی گرفتند و در طول یک قرن مجاهدت نظری و عملی نحله نواندیشی دینی را استوار کردند.
امروزه در ایران افرادی مانند، احمد قابل، عبدالکریم سروش، ابوالقاسم فنایی، محمد مجتهد شبستری و حبیب‌الله پیمان مهم‌ترین نمایندگان این جریان فکری هستند. از آنجا که این متفکران اندیشه‌ورزی را معطوف به تغییرات اجتماعی و تلاش برای گره گشایی از معضل عقب ماندگی جوامع اسلامی کرده بودند، اینان را «مصلح دینی» گفته‌اند. گرچه به نام‌های دیگری چون احیا گران و نو اندیشان و روشنفکران و نوگرایان نیز نامبردار بوده و هستند.
.
اصطلاح نواندیشی، در برابر سنت گرایی به کار می‌رود. در سنت گرایی دینی، هر آنچه از طریق آداب و رسوم و فرهنگ گذشته دینداران به نسل جدید دینداران رسیده‌است، اصل دین و ملاک قرار داده می‌شود. اما نواندیشی دینی، همه آن باورها و رسوم را بازبینی می‌کند تا برداشت‌های غیر عقلانی را از آن بزداید و دین را به زبان روز و با استنباط‌ها و استدلال‌های تازه دریابد و معرفی کند.
در مورد اسلام گفته شده‌است که اسلام سنتی، اسلام تقلیدی است و اسلام نوگرا، اسلام عقلانی. در حالی که در اسلام سنتی عقل به عنوان یک منبع معرفتی به شدت مورد استفاده است و جریان اصولی در امامیه عقل را در کنار سنت به عنوان منبع استنباط قلمداد مکند اما برای عقل به صورت مستقل امکان دست یابی به جزئیات احکام دینی را مقدور نمی‌داند چرا که هم عقل نظری و هم عقل عملی هر دو از ادراک جزئیات ناتوان هستند و عقلی که نواندیشان به آن اشاره می‌کنند عقل استقرائی است و اثبات این عنوان یعنی عقل گرایئ برای نواندیشان نوعی مغالطه در عنوان است زیرا این دسته با تأثیر از تحولات مدرن یا به تاثی از آن در خوشبینانه‌ترین حالت ممکن عقل را به صورت استقرائی و برآمده از داده‌های علوم تجربی مورد استفاده قرار می‌دهند در حالی که در اسلام سنتی عقل به صورت قیاسی و بر اساس براهین قطعی عقلی مورد استفاده است پس نمی‌توان اسلام سنتی را فاقد عقلانیت دانست بلکه اسلام نواندیشان در سازوکار متأثر از تجربه گرائی عصر مدرن است ولی اسلام سنتی در عقل گرائی بر بدیهیات پایه تأکید دارد.